# Otho Lovering
Otho Lovering (Filadelfia, 1º dicembre 1892 – Santa Monica, 25 ottobre 1968) è stato un montatore e regista statunitense.

## Filmografia

### Montatore
- Sporting Goods, regia di Malcolm St. Clair (1928)
- Orda conquistatrice (The Conquering Horde), regia di Edward Sloman (1931)
- Addio alle armi (A Farewell to Arms), regia di Frank Borzage (1932)
- Il diavolo nell'abisso (Devil and the Deep), regia di Marion Gering (1932)
- Papà cerca moglie (A Bedtime Story), regia di Norman Taurog (1933)
- Resurrezione (We Live Again), regia di Rouben Mamoulian (1934)
- Ombre rosse (Stagecoach), regia di John Ford (1939)
- Il giardino incantato (Jack and the Beanstalk), regia di Jean Yarbrough (1952)
- Il grande sentiero (Cheyenne Autumn), regia di John Ford (1964)
- Shenandoah - La valle dell'onore (Shenandoah), regia di Andrew V. McLaglen (1965)
- Berretti verdi (The Green Berets), regia di John Wayne (1968)

### Regista
- Wanderer of the Wasteland (1935)
- Drift Fence (1936)
- The Sky Parade (1936)
- Border Flight (1936)

## Riconoscimenti
- Premio Oscar
  - 1940 - Candidato all'Oscar al miglior montaggio per il film Ombre rosse insieme a Dorothy Spencer.